# Sariegos
Sariegos – gmina w Hiszpanii, w prowincji León, w Kastylii i León, o powierzchni 36,35 km². W 2011 roku gmina liczyła 4671 mieszkańców.